# Judonchulus micoletzkyi
Judonchulus micoletzkyi is een rondwormensoort uit de familie van de Mononchidae. De wetenschappelijke naam van de soort is voor het eerst geldig gepubliceerd in 1954 door Meyl.